# Miguel Ordóñez Cadena
José Miguel Ordóñez Cadena (1917-1994) fue un antropólogo, arqueólogo, astrónomo e inventor autodidacta colombiano. Fundó la fábrica de galletas La Aurora, alternando la fabricación de galletas con el estudio de la escritura Rongo rongo de la Isla de Pascua.
Viajó a Bélgica donde hizo el curso de galletería y luego de trabajar en Londres y París en la empresa Weiler, regresó a Bucaramanga en el año 1937, para fundar La Aurora.
Durante veinte años se dedicó a descifrar unas tablillas de la Isla de Pascua, hasta encontrar la clave ideográfica que le permitió hacer la traducción de los escritos, publicando un libro "Una Teoría Interpretativa de la Escritura Pascuense". Al dar a conocer los resultados de sus investigaciones, estas merecieron la acogida del Museo Británico de Londres, el Bishop Musseum de Honolulú y del Museo del Hombre en París, del cual fue miembro titular.
Presentó su trabajo al Primer Congreso Internacional Isla de Pascua y Polinesia Oriental en Hanga Roa, la Isla de Pascua, en 1984.